# Эритьера полезная
Эритьера полезная (лат. Heritiera utilis) — дерево, один из представителей рода Heritiera.
В русскоязычной литературе может описываться под устаревшим названием Тарриетия полезная. 

Название древесины: Ниангон (Niangon). Основные местные названия: Кот-д’Ивуар — Niangon, Габон — Ogoue, Ганна — Niangon/Nyankom, Либерия — Whismore, Сьерра Леоне — Yami.
Распространена в экваториальном поясе Африки (Гана, Габон, Кот-д’Ивуар, Либерия, Сьерра-Леоне).

## Древесина
Средняя высота дерева — 30 метров, толщина — 100 сантиметров, деловая часть дерева, представляющая ствол от зоны широких досковидных корней, в среднем составляет 20 метров в длину. Ствол имеет цилиндрическую форму. Бревно имеет диаметр от 70 до 90 сантиметров, толщина заболони — 3—4 сантиметра (средне разграничена), текстурированность средняя.
Цвет ядра от бледно-розового до красно-коричневого. Заболонь светлее. Древесина маслянистая на ощупь. Напоминает африканское красное или махагониево дерево, кайю, при более крупной структуре и высокой плотности. Имеет красивый вид текстуры с рисунком на радиальных поверхностях и благодаря путаной свилеватости волокон.
Физические характеристики:
- плотность: 0,70 г/см3;
- твёрдость по Monnin: 3,8;
- коэффициент объёмной усадки: 8,8 %;
- общая радиальная усадка: 4,2 %;
- точка насыщения волокон: 32 %;
- прочность: умеренная.

Механические характеристики:
- сопротивление раздавливанию: 55 Мпа;
- статическая прочность на изгиб: 103 Мпа;
- модуль упругости: 14430 Мпа.

Заболонь характеризуется нестойкой к разрушающим древесину факторам. Стойкость к грибкам: класс 3 умеренно стойкая; сверлильщики сухой древесины: стойкая, риск ограничен заболонью; термиты: класс М — умеренная стойкость; излечиваемость: 4 — непроницаемая; класс использования: 2 — в помещении или под накрытием (возможно засыревание).
Против сверлильщиков сухой древесины — не требует защитной обработки; против риска временного увлажнения — требует необходимую защитную обработку; против риска постоянного увлажнения — не рекомендуется к использованию.
Затупляющий эффект при распиливании — достаточно высокий; рекомендуемые зубья — стеллитовые наконечники; режущий элемент — карбид вольфрама; снятие коры — хорошо; разрезка — хорошо.
Монтаж: гвоздевание и свинчивание — хорошо; склеивание — правильное.
Применяется для изготовления внешних столярных изделий, внешней обшивки, столярных интерьеров, внутренней обшивки, комплектующих мебели или для мебельных компонентов, строганого шпона, шпона для тыльной стороны и фасада фанеры, внутренних лестниц, пола, молдингов, багетов, вагонки, мебели высокого класса; в судостроении — для обшивки и укладки палуб; также для лёгких столярных изделий, резьбы. Древесина устойчива к ряду кислот.